# Frances Crane
Pour les articles homonymes, voir Crane.
Frances Crane, née le 27 octobre 1890 à Lawrenceville, Illinois, et décédée le 6 novembre 1981 à Albuquerque, Nouveau-Mexique,  est un auteur américain de roman policier.

## Biographie
Elle fait des études supérieures à l’Université de l'Illinois à Urbana-Champaign. Après l'obtention de ses diplômes, elle épouse Ned Crane, puis fait paraître en 1932 un recueil de nouvelles The Tennessee Puppy: or, Which Way is Westminster Abbey?. Elle entreprend ensuite de nombreux voyages, notamment en Europe, où elle réside pendant plusieurs années avant le début de la Deuxième Guerre mondiale. Elle écrit pendant cette période des nouvelles, surtout sentimentales, qu’elle destine à des magazines.
De retour dans son pays natal, elle continue de voyager aux quatre coins de l’Amérique. Pendant un séjour au Nouveau-Mexique, elle est témoin, dans une boutique, de la tentative d’achat d’un bracelet par un Amérindien sans le sou. Elle fait de ce petit incident le début d’un roman que son éditeur n’accepte toutefois de publier que si elle le transforme en roman policier. En 1941 paraît donc La Boutique turquoise où enquêtent pour la première fois ses héros récurrents, le très beau Pat Abbott et la naïve Jane Holly (prénommée Jean dans la version originale anglaise). Ces deux jeunes gens issus de la bohème de San Francisco, lui, artiste peintre et fin limier, elle, propriétaire d’une boutique, ne tardent pas à tomber amoureux l’un de l’autre et se marient dans le troisième d’une série de vingt-six romans et une nouvelle. Relevant de l’école du Si J’Avais Su (Had I but known (en)), l’œuvre de Frances Crane s’avère le témoignage daté d’une époque et d’un certain type de littérature policière où l'héroïne, qui narre les récits, est toujours prête à s'extasier sur l’intelligence et le courage de son époux, tout en occupant pour elle-même le plus clair de son temps à des colifichets.

## Œuvre

### Romans

#### SériePat et Jane Abbott
- The Turquoise Shop (1941) Publié en français sous le titre La Boutique turquoise, Paris, Albin Michel, Le Limier no 4, 1947
- The Golden Box (1942) Publié en français sous le titre La Boîte dorée, Paris, Albin Michel, Le Limier no 8, 1948
- The Yellow Violet (1942) Publié en français sous le titre La Violette jaune, Paris, Albin Michel, Le Limier no 20, 1949
- The Applegreen Cat (1943)
- The Pink Umbrella ou The Pink Umbrella Murder (1943) Publié en français sous le titre L’Ombrelle rose, Paris, Albin Michel, Le Limier no 30, 1950
- The Amethyst Spectacles (1944)
- The Indigo Necklace ou The Indigo Necklace Murders (1945) Publié en français sous le titre L’Énigme du collier, Paris, Albin Michel, Le Limier no 51, 1954
- The Cinnamon Murder (1946)
- The Shocking Pink Hat (1946)
- Murder on the Purple Water (1947)
- Black Cypress (1948)
- The Flying Red Horse (1949)
- The Daffodil Blonde (1950)
- Murder in Blue Street ou Death in the Blue Hour (1951)
- The Polkadot Murder (1951)
- Thirteen White Tulips (1953)
- Murder in Bright Red (1953)
- The Coral Princess Murders (1954)
- Death in Lilac Time (1955)
- Horror on the Ruby X (1956)
- The Ultraviolet Widow (1956)
- The Man in Gray ou The Gray Stranger (1958)
- The Buttercup Case (1958) Publié en français sous le titre Les Larmes de Crystal, Paris, Librairie des Champs-Élysées, Le Masque no 775, 1962
- Death-Wish Green (1960)
- The Amber Eyes (1962)
- Body Beneath a Mandarin Tree (1965)

#### Autres romans
- The Reluctant Sleuth (1961)
- Three Days in Hong Kong (1965)
- A Very Quiet Murder (1966)
- Worse Than a Crime (1968)

### Nouvelles

#### Recueils de nouvelles
- The Tennessee Puppy: or, Which Way is Westminster Abbey? (1932)

#### SériePat et Jane Abbott
- The Blue Hat (1946) Publié en français sous le titre Le Chapeau bleu, Paris, Opta, Mystère magazine no 8, août 1948

#### Autre nouvelle
- Death in Guatemala (1960) Publié en français sous le titre La Morte du lac, Paris, Opta, Mystère magazine no 157, février 1961